# سهره پامپا
سهره پامپا (نام علمی: Embernagra platensis) نام یک گونه از سرده سهره‌نماها است.